# ملوک ضرابی
ملوک فرش‌فروش کاشانی (زادهٔ ۱۲۸۶ – درگذشتهٔ ۱۳۷۸) که به ملوک ضرابی معروف بود، خوانندهٔ موسیقی سنتی ایرانی و بازیگر اهل ایران بود.

## زندگی
ملوک فرش‌فروش کاشانی در سال ۱۲۸۶ در خانواده‌ای علاقمند به موسیقی در کاشان متولد شد. پدربزرگ او،  حاجی جعفر، خوانندهٔ دربار ناصرالدین‌شاه بود و ناصرالدین‌شاه نام افتخاری «بلبل» را به او داده بود و از آن پس او را  حاجی جعفر بلبل می‌نامیدند. پدر ملوک،  حاجی حسین فرش‌فروش، هم صدای خوشی داشت. ملوک در مورد پدرش می‌گفت: «پدرم فوق‌العاده خوب می‌خواند. هر صبح بعد از نماز، دعای دوازده امام را می‌خواند و اگر یک روز نمی‌خواند، همسایه‌ها می‌آمدند در خانه و می‌گفتند: ما امروز صدای حاج‌آقا را نشنیده‌ایم. مثل این است که چیزی گم کرده‌ایم.» ملوک صدای خوش را از پدر و پدربزرگش به ارث برده بود و استعداد خود را در هفت سالگی بروز داد. علاقهٔ زودهنگام او به آوازخواندن باعث نارضایتی خانواده و طرد اجتماعی او در مدرسه شد؛ اما علیرغم تمامی این مشکلات، ملوک از ۱۳ سالگی در جمع‌های مختلف کاشان آواز می‌خواند.

## آموزش
حسین طاهرزاده، استعداد خوانندگی ملوک را در ۹ سالگی کشف کرد و دو سال به او درس آواز داد. حاجی‌خان عین‌الدوله (تنبک‌نواز) هم به مدت یک سال به او ضرب زدن و ضربی خواندن را یاد داد. صدای آلتو ملوک برای خواندن تصنیف‌های ضربی بسیار مناسب بود. او بعدها چنان در خواندن تصنیف‌های ضربی مشهور شد که نام هنری «ضرابی» را به او دادند. ملوک نزد ابوالحسن اقبال‌آذر آوازخوانی را فراگرفت و یکی از شاگردان او محسوب می‌شد.

## کارنامهٔ حرفه‌ای
کارنامهٔ حرفه‌ای ملوک ضرابی به عنوان خواننده، در سال ۱۳۰۳، با دو اجرای عمومی در دبیرستان فیروزبهرام تهران و اجرای دیگری در کنار احمد عبادی در گراند هتل تهران آغاز شد.
ملوک ضرابی بعدها به گروه نمایش اسماعیل مهرتاش به نام جامعهٔ باربد پیوست که در سال ۱۳۰۵ تأسیس شده بود. او در همکاری او با این ارکستر پیشرو، در نمایش‌نامه‌هایی مانند «عدالت» و نمایش‌های موزیکال و قطعه‌هایی مانند «خسرو و شیرین» و «لیلی و مجنون» اجرا و جایگاه خود را در میان خوانندگان و بازیگران برجسته در تئاتر و سینمای نیمهٔ اول قرن بیستم در ایران تثبیت کرد.
مدت کوتاهی پس از تأسیس رادیو تهران در سال ۱۳۱۹، ملوک ضرابی برای آوازخوانی با چندین گروه مختلف دعوت شد. او در این برنامه‌های رادیویی، با موسیقیدانانی مانند ابوالحسن صبا، حسین یاحقی، مرتضی محجوبی، حبیب سماعی و حسین تهرانی همکاری کرد. نخستین اجرای رادیویی ملوک ضرابی، تصنیف «کیستی» بود که شعر آن را حسن سالک سروده و آهنگ آن را حسین یاحقی ساخته بود.
در حدود سال ۱۳۳۶، ملوک ضرابی به عنوان عضو افتخاری ارکستر شماره ۷ رادیو تهران (ارکستر ویژه) که تحت نظارت عبدالله جهان‌پناه فعالیت می‌کرد، انتخاب شد.
در سال ۱۳۱۷، ملوک ضرابی برای ضبط آهنگ همراه با اسماعیل مهرتاش، ابوالحسن صبا، حسین‌قلی طاطایی و خوانندگان جواد بدیع‌زاده، تاج اصفهانی، ملکه برومند و ادیب خوانساری به سوریه و لبنان سفر کرد. قطعات ضبط‌شدهٔ ملوک ضرابی عبارت بودند از «عاشقم من» برای شرکت Odeon، و اپرت «خسرو و شیرین» و «خودستایی شیرین» که با ارکستر جامعهٔ باربد اجرا شد.
از جمله تصنیف‌های مشهور ملوک ضرابی می‌توان به «سرگشتهٔ دلدار و غم هجران»، «عروس گل از باد صبا»، «دختران سیروس»، «تو رفتی و عهد خود شکستی»، «ای شوخ، ای نگارا» و «موسم گل» اشاره کرد.
ملوک ضرابی در ۲۵ سالگی به مناسبت کشف حجاب، ترانهٔ «عروس گل» را در تماشاخانهٔ تهران خواند و به این خاطر از افراد مذهبی کتک خورد، اما به کار خود ادامه داد و ترانهٔ «دختران سیروس» از ساخته‌های محمدعلی امیرجاهد را اجرا کرد: «دختران سیروس، تا به کی در افسوس، زیر دست مردان، تا به چند محبوس.»
ملوک ضرابی علاوه بر مهارت در آواز، صحنه‌گردان خوبی بود. خود تنبک می‌نواخت و لابه‌لای تصنیف‌هایش با طنز یکتای خود مخاطبان را سرگرم می‌کرد. همهٔ این ویژگی‌ها در کنار کار با با دیگر موسیقیدانان مشهور موسیقی ایران از او هنرمندی منحصر به فرد ساخت. بذله‌گویی‌های ملوک در کنار صدای خوش، او را محبوب بسیاری از جمله دربار پهلوی کرده بود. او بارها در جشن تولد محمدرضا پهلوی برنامه اجرا کرد.

## مرگ
ملوک ضرابی در ۱۵ دی ماه سال ۱۳۷۸ در آپارتمان شخصی‌اش در تهران درگذشت و در بهشت زهرای تهران قطعه ۴۸، ردیف ۶۷، شماره ۳۴ به خاک سپرده شد.

## آلبوم‌شناسی
- آلبوم رعنا در یوتیوب (فرامرز آصف بعدها، با الهام از آواز «رعنا»، ترانه‌ای به همین نام اجرا کرد)
- آلبوم سخنی با دل
- آلبوم کیستی
- آلبوم بهترین‌های ۱
- آلبوم بهترین‌های ۲